# Три світи (Ешер)
«Три світи» — літографія нідерландського художника М. К. Ешера, вперше надрукована в грудні 1955 року.
«Три світи» зображає великий ставок або озеро в осінні або зимові місяці, а назва стосується трьох видимих перспектив на картині: поверхні води, на якій плаває листя, світу над поверхнею, який можна спостерігати у відображенні лісу у воді, та світу під поверхнею, який можна спостерігати на великій рибині, що плаває під водою.
Ешер також створив картину під назвою «Два світи» .

## Зовнішні посилання
- Галерея малюнків Ешера

Шаблон:M. C. Escher